# Bayerischer Waldbesitzerverband
Der Bayerische Waldbesitzerverband ist ein eingetragener Verein, der als berufsständische und politische Vertretung der Waldbesitzer in Bayern tätig ist. Im Verband sind direkt und mittelbar rund 170.000 Waldbesitzer organisiert.

## Zweck
Der Bayerische Waldbesitzerverband setzt sich nach eigenen Angaben für die nachhaltige Bewirtschaftung des Waldes auf der gesamten Fläche ein. Die Bewirtschaftung soll seinem Besitzer ein Auskommen sichern und ihn in die Lage versetzen, alle Funktionen des Waldes für die gesamte Gesellschaft zu erhalten und für folgende Generationen zu sichern. Die Sicherung des Eigentums und der eigenverantwortlichen Bewirtschaftung im Rahmen der geltenden Vorschriften und Gesetze ist zentrale Aufgabe des Verbandes.

## Geschichte
Erstmals 1918 unter dem Namen Bayerischer Waldbesitzerverband gegründet, wurde der Verband 1934 aufgelöst. Am 6. September 1945 erlaubte die amerikanische Militärregierung die Wiederaufnahme der Verbandstätigkeit als Landesverband für den Bayerischen Nichtstaatswald. 1964 erfolgte die Rückbenennung der Organisation in Bayerischer Waldbesitzerverband.
Mitgründer und Vorsitzender von 1932 bis zur Auflösung 1934 sowie erneut von 1946 bis zu seinem Rücktritt 1954 war Franz Freiherr von Perfall. Die Geschäftsstelle des Bayerischen Waldbesitzerverbandes in München wurde im Jahr 2018 durch ein Büro Nordbayern in Scheßlitz bei Bamberg ergänzt.